# Vratislav Blažek
Pour les articles homonymes, voir Blažek.
Vratislav Blažek, né le 31 août 1925 à Náchod et mort le 28 avril 1973 à Munich, est un parolier, dramaturge et scénariste tchécoslovaque.

## Biographie
Il suit plusieurs cours de lycée et, à partir de 1945, étudie la peinture. Parallèlement à ses études, il complète ses revenus en écrivant pour plusieurs revues satiriques. C'est à cette époque qu'il commence sa collaboration avec le Divadlem satiry (aujourd'hui Divadlo ABC (cs)).
Après 1968, il émigre en Allemagne de l'Ouest. Il est alors banni et ignoré dans la Tchécoslovaquie en voie de normalisation.

## Œuvres

### Théâtre
- Král nerad hovězí, drame, non daté[2]
- 1948 : Kde je Kuťák?[3]
- 1958 : Třetí přání, comédie, Divadlo komedie, 115 représentations
- 1960 : Příliš štědrý večer

### Scénarios
- 1955 : Hudba z Marsu (cs)
- 1955 : Le Cirque Hurvinek
- 1964 : Starci na chmelu (cs)
- 1966 : Dáma na kolejích (cs)
- 1969 : Světáci

### Correspondance
- Mariáš v Reykjaviku : (dopisy Vratislava Blažka), Toronto : Sixty-Eight Publishers, 1975, 182 p.